# NGC 5313
NGC 5313 је спирална галаксија у сазвежђу Ловачки пси која се налази на NGC листи објеката дубоког неба.
Деклинација објекта је + 39° 59' 7" а ректасцензија 13h 49m 44,3s. Привидна величина (магнитуда) објекта NGC 5313 износи 12,1 а фотографска магнитуда 12,9. Налази се на удаљености од 37,8000 милиона парсека од Сунца. NGC 5313 је још познат и под ознакама UGC 8744, MCG 7-28-74, CGCG 218-54, IRAS 13475+4013, PGC 49069.